# 松下整吉
松下 整吉（まつした せいきち、1904年〈明治37年〉3月31日 - 1986年〈昭和61年〉）は、日本の実業家、政治家。松下酒店社長。境港商工会議所副会頭。

## 経歴
鳥取県西伯郡境町松ヶ枝町（現境港市松ヶ枝町）出身。質屋・松下専次郎の息子。1947年から2期境町会議員を務める。境港魚市場社長、北陽産業社長、境港魚凾社長などを歴任する。

## 人物
妻・さいは面谷代表、酒類醸造業の面谷友太郎の二女。住所は境港市松ヶ枝町。